# Camoël
Camoël é uma comuna francesa na região administrativa da Bretanha, no departamento Morbihan. Estende-se por uma área de 14,24 km². Em 2010 a comuna tinha 1 040 habitantes (densidade: 73 hab./km²).